# Стивън Пиенар
Стивън Джером Пинар е футболист, роден в Йоханесбург, Република Южна Африка (РЮА) на 17 март 1982 г. Национал е на РЮА. Играе на поста дясно или ляво крило.
Бил е юноша на „Аякс“ (Кейптаун). Играл е в „Аякс“ (Амстердам) и „Борусия“ (Дортмунд), после е играч на „Евертън“. Преминава в състава на „Тотнъм“ през 2011 г.